# Ana María Rizzuto
Ana María Rizzuto (Buenos Aires, Argentina, 23 de diciembre de 1932) es una psiquiatra y psicóloga argentina que ejerce su profesión en Estados Unidos. Fue galardonada con varios premios en la especialidad de psiquiatra y psicología.

## Formación académica
Estudió en la Universidad de Córdoba, donde obtuvo su título de licenciada en Medicina. Posteriormente se trasladó a Estados Unidos para realizar estudios de postgrado en Psiquiatría y Psicoanálisis en Boston.

## Trayectoria profesional
Rizzuto realizó investigaciones sobre la psicología de la religión. El resultado de sus investigaciones quedó plasmado en su libro El Nacimiento del Dios Vivo, publicado en 2006. Escribió también otro ensayo sobre Freud y la religión, Why did Freud reject God (Porque Freud rechaza a Dios), galrdonada con el Premio Gradiva como el mejor libro de religión.

## Trayectoria docente
Dio clases de Psicología del Niño y del adolescente en la Universidad Católica de Córdoba en Argentina y ejerce como profesora clínica de psiquiatrìa en la Escuela de Medicina de la Universidad Tufts de Boston. Además dictó cursos en diversas instituciones educativas y como conferencista en diversos congresos alrededor del mundo.